# Mugganahalli, Hassan
Mugganahalli là một làng thuộc tehsil Hassan, huyện Hassan, bang Karnataka, Ấn Độ.